# 大平村 (福岡県)
大平村（たいへいむら）は、福岡県の東部に位置し、築上郡に属していた村である。
隣接する新吉富村と2005年（平成17年）10月11日に合併し、「上毛町（こうげまち）」となった。

## 地理
山国川をはさんで北東に接する、大分県中津市の経済圏、生活圏に属する。中津市との関係は深く、歴史や文化も共有しているため、市外局番 (0979)、郵便番号 (871-XXXX) も、中津市と同一である。また、北九州都市圏にも属するため、北九州市とも深い関係がある。第三セクターで運営されるスーパー銭湯の大平樂（たいへいらく）がある。

## 歴史
- 1889年（明治22年）4月1日 - 町村制施行に伴い上毛郡唐原村・友枝村が成立。
- 1896年（明治29年）2月26日 - 上毛郡が築城郡と合併して築上郡となる。
- 1955年（昭和30年）4月1日 - 唐原村（とうばるむら）と友枝村が合併して大平村が誕生。村名は、当時の唐原村、友枝村の両村にまたがる大平山（おおひらやま）にちなんで命名された。
- 2005年（平成17年）10月11日 - 新吉富村と対等合併し上毛町となったため消滅した。

### 教育

#### 小学校
- 大平村立友枝小学校
- 大平村立西友枝小学校
- 大平村立唐原小学校
- 大平村立東上小学校

#### 中学校
- 組合立築上東中学校

## 交通
- 鉄道路線はない。
  - 最寄り鉄道駅は吉富駅または中津駅。
- バス路線は廃止され現存しない。バスに準じる代替輸送手段として、中津市との間を結ぶ乗合タクシーを吉富町・新吉富村と共同運営で運行している。

### 乗合タクシー路線
- 築上東部乗合タクシー
  - 中津市 - 吉富町 - 新吉富村 - 大平村

### 道路
- 高速道路はない。
最寄りインターチェンジは小倉東インターチェンジ（椎田道路を含める場合は同道中村インターチェンジ）
- 一般国道
  - 国道10号
- 主要県道
  - 福岡県道・大分県道16号吉富本耶馬渓線